# كيفن جونسون (عداء سريع)
كيفن جونسون (بالإنجليزية: Kevin Johnson) هو عداء سريع باهاماسي، ولد في 9 أبريل 1951 في ناساو في باهاماس.

## وصلات خارجية
- كيفن جونسون على موقع أوليمبيديا (الإنجليزية)
- كيفن جونسون على موقع اتحاد ألعاب الكومنولث (مؤرشف) (الإنجليزية)
- كيفن جونسون على موقع اتحاد ألعاب الكومنولث (مؤرشف) (الإنجليزية)